# Solo mai
Solo mai è un singolo del duo musicale italiano Paola & Chiara, pubblicato il 22 dicembre 2023 dalla Columbia Records.

## Descrizione
Scritto dalle stesse Paola e Chiara Iezzi in collaborazione con i compositori e produttori svedesi Jade Ell e Stefan Storm (che lo ha anche prodotto), il brano, dalle sonorità synth-pop e dance di matrice anni ottanta, è un inno alla libertà di amare.
Il singolo, disponibile al pubblico dal 22 dicembre 2023, è stato presentato in anteprima dalle due sorelle il 19 dicembre 2023 durante l'annuale edizione di Sanremo Giovani. Ha raggiunto nel 2024 la dodicesima posizione nella classifica airplay radio, oltre a raggiungere la numero 7 dei brani italiani più trasmessi in radio.

## Video musicale
Il video musicale del brano, diretto da Paolo Santambrogio e pubblicato sul canale YouTube del duo in concomitanza con il lancio del singolo, è stato girato presso il 'Multiset Studio Bicocca' di Milano e vede la partecipazione della modella e attrice Eva Riccobono.

## Tracce
Testi e musiche di Chiara Iezzi, Paola Iezzi, Jade Ell, Stefan Storm.
1. Solo mai – 3:24